# Липка (ботанічна пам'ятка природи)
Ли́пка — ботанічна пам'ятка природи місцевого значення в Україні. Об'єкт природно-заповідного фонду Житомирської області. 
Розташована в межах Андрушівського району Житомирської області, в селі Степок (подвір'я ЗОШ І-III ступеня). 
Площа 0,01 га. Статус отриманий 2000 року. Перебуває у віданні Степківської ЗОШ І-Ш ступеня. 
Статус надано для збереження велетенського дерева липи, яке є залишком панського саду. Вік липи — бл. 300 років, висота 15 м, обхват стовбура 7,2 м. Дерево має велетенську крону. Про нього існує кілька народних переказів. 